# Unibet (bedrijf)

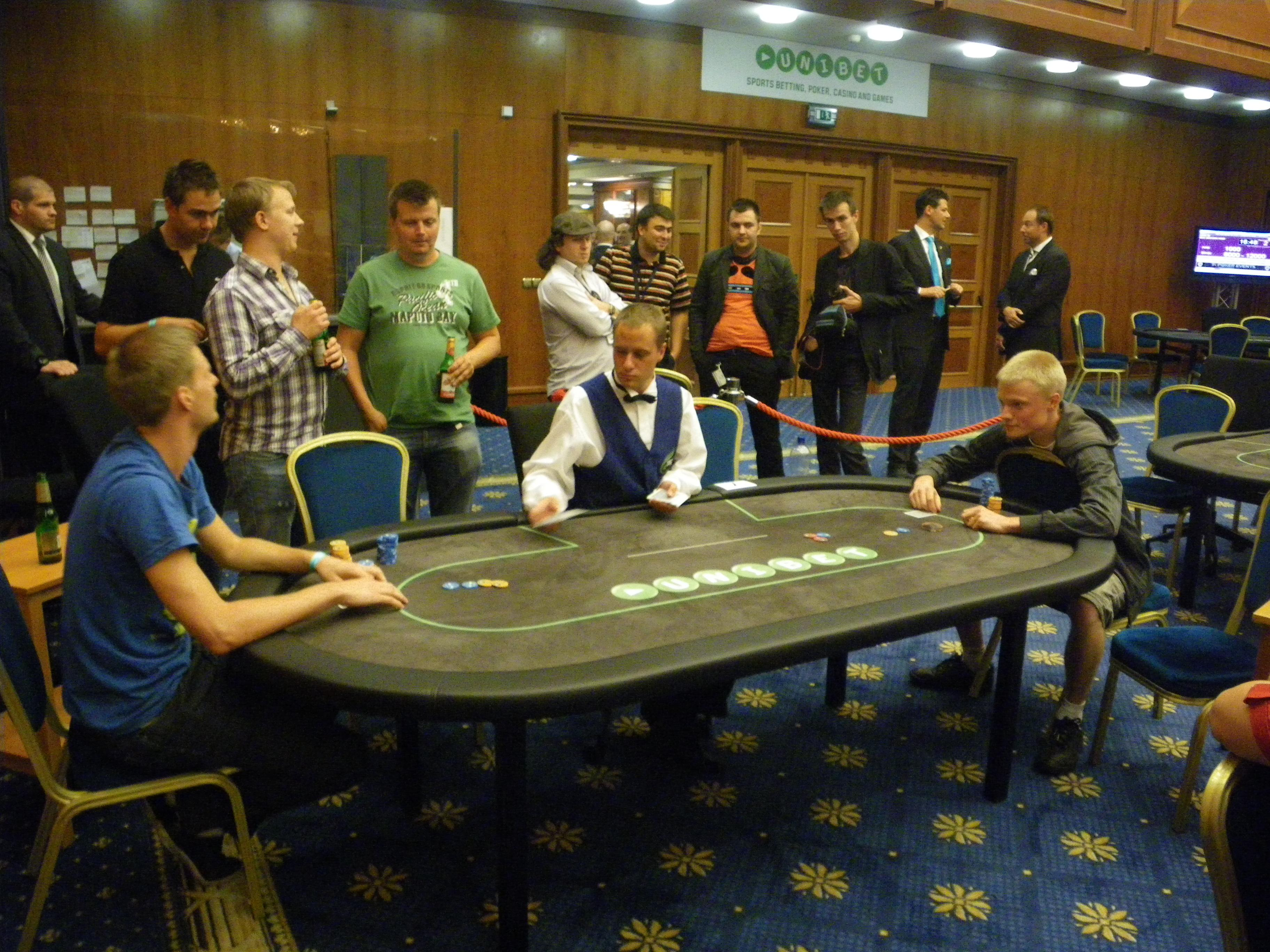
Unibet Open

Unibet is een online-gokbedrijf dat onder meer online poker, online casino, krasspelen, sportwedden, live wedden, bingo en andere gokspelen aanbiedt. De groep, Unibet Group plc, heeft zijn hoofdzetel in Malta en staat als zodanig genoteerd op de Scandinavische OMX. Ze wijzigden hun naam in 2016 naar Kindred Group Plc. De omzet van het bedrijf in 2015 bedroeg 354,1 miljoen GBP (ongeveer 408,5 miljoen euro). De groep bestaat naast het merk Unibet nog uit de merken StanJames, Maria Casino, Bingo.com en iGame. Met meer dan 13,5 miljoen klanten is het een van de grootste online gokbedrijven wereldwijd.
Het bedrijf beschikt in diverse landen over een lokale vergunning voor online kansspelen waaronder Nederland, Australië, België, Denemarken, Frankrijk, Italië, Roemenië en het Verenigd Koninkrijk.

## Geschiedenis
Unibet werd opgericht in 1997. In 1998 kreeg het een vergunning om in het Verenigd Koninkrijk als gokbedrijf actief te zijn. Men zette een kantoor op in Londen en begon weddenschappen via de telefoon. In 1999 werd een website gelanceerd in het Zweeds en in het Engels.
In 2000 werd de Unibet Group plc. gevormd. Unibet International kreeg een vergunning en een kantoor in Malta. In 2001 verscheen een tweede versie van de website in 12 talen. De volgende jaren bleef men nieuwe producten aanbieden.
In 2004 werd Unibet aangeboden bij NASDAQ OMX Nordic Exchange. De producten Supertoto en poker werden gelanceerd, evenals het mobiele platform, de kraskaarten en het tv-format "Pokermiljonen".
In 2005 werd de groep eigenaar van MrBookmaker.com. MrBookmaker.com was hoofdsponsor van een gelijknamige wielerploeg, die werd omgedoopt in Unibet.com. In 2006 was de website in 20 talen vertaald en werd Bingo gelanceerd. Een nieuwe holding werd opgezet in Malta. In België startte eind 2006 het gerecht van Gent een onderzoek naar de online-activiteiten van het bedrijf in het land, na een klacht van de Nationale Loterij. Ook in Nederland lag het bedrijf onder vuur en in 2007 werd topman Petter Nylander op Schiphol aangehouden op verzoek van de Franse politie.
De wielerploeg kreeg een ProTour-licentie voor 2007, maar raakte in conflict met verschillende wedstrijdorganisatoren over startrecht, waaronder het Franse ASO, omdat diverse nationale wetgevingen dergelijke sponsoring van online-gokbedrijven of lokaal verboden sites niet toelieten. Men stapte meermaals naar de rechter. Een naamsverandering van de ploeg in sommige landen naar Canyon.com bracht weinig verschil en op het eind van 2007 stopte men als ploegsponsor.
In 2007 werd de groep eigenaar van Maria Holdings, om zo de positie in Bingo en in de Scandinavische markt te versterken en in 2008 werd Travnet overgenomen. In 2010 kreeg Unibet in Frankrijk goedkeuring om online sportweddenschappen, paardenraces en poker aan te bieden. In 2011 werden de Franse operatoren EurosportBet en EurosportPoker overgenomen. Dat jaar besliste in België het Brussels parket om Unibet te vervolgen. In 2012 verwierf men de Australische online-bookmaker Betchoice.
Unibet is lid van de European Gaming and Betting Association (EGBA).

## Unibet Open
Ieder jaar wordt de serie live-pokertoernooien Unibet Open (UO) in Europa georganiseerd. Het eerste toernooi vond plaats in Warschau in de tweede helft van 2007 en ging daarna door in 2008 met toernooien in Madrid, Milaan en Warschau. In 2009 werd het een van de grote pokertoernooien van Europa met toernooien in Boedapest, Algarve, Londen, Praag en Warschau.

## Licenties van de Belgische Kansspelcommissie
De Belgische kansspelautoriteit, een orgaan onder de bevoegdheid van het federale ministerie van Justitie, heeft Unibet (Belgium) Ltd vergunningen verleend om wedinrichtingen te exploiteren. De onderneming kreeg haar eerste vergunning "FA116799" op 8 februari 2012 voor het exploiteren van weddenschappen en een vergunning "FA+116799" op 4 juli 2012 voor het aanbieden van weddenschapsdiensten via informatiemaatschappij-instrumenten.
Unibet heeft een vergunning voor de exploitatie van een vaste of mobiele kansspelinrichting van klasse IV (afgegeven op 6 juni 2012, met vergunningsnummer "FB118912") in naam van Unibet (Belgium) Ltd.
Unibet heeft een samenwerkingsovereenkomst gesloten met Blancas (Blankenberge Casino-Kursaal NV) voor de levering en exploitatie van online casinospelen op de website van Unibet. Op 17 oktober 2012 heeft de Kansspelcommissie Blancas een A+ Licentie (A+8109) verleend om kansspelen aan te bieden via technologieën van de informatiemaatschappij-instrumenten.

## Licentie van de Nederlandse Kansspelautoriteit
Op 1 oktober 2021 zijn de eerste licenties verstrekt door de Kansspelautoriteit. Unibet had op dat moment nog geen licentie in Nederland en besloot daarom zijn activiteiten in Nederland volledig stop te zetten. Unibet heeft op 8 juni 2022 een licentie ontvangen en mag hiermee online kansspelen aanbieden in Nederland. Sinds 4 juli 2022 is Unibet online actief in Nederland.
Mensen die bij Unibet gegokt hebben in de tijd dat Unibet de gokspellen illegaal aanbood, en daarbij per saldo geld verloren hebben, eisen dat Unibet deze schade vergoedt. Het gokbedrijf werkt echter niet erg mee bij het achterhalen van het schadebedrag. Enkele Kamerleden hebben de regering opgeroepen om de mogelijkheden te onderzoeken om de vergunning van Unibet te schorsen of in te trekken zolang de situatie niet is opgelost.